# 어드밴스트 그래비스

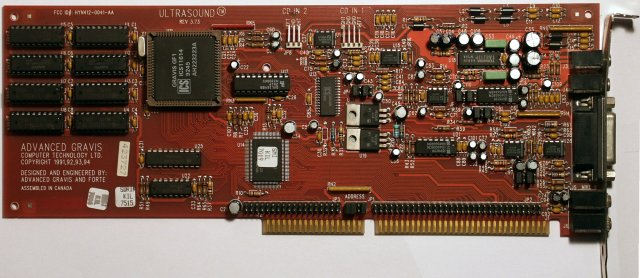
오리지널 GUS(Gravis UltraSound) 클래식 카드

어드밴스트 그래비스(Advanced Gravis) 또는 정식 명칭 어드밴스트 그래비스 컴퓨터 테크놀로지(Advanced Gravis Computer Technology, Ltd.)는 컴퓨터 주변기기 및 하드웨어 제조업체였다. 이 회사는 1982년 캐나다 브리티시컬럼비아주에서 설립되었다.
가장 유명한 제품은 한때 가장 인기 있는 PC용 게임 컨트롤러 중 하나였던 그래비스 PC 게임패드(Gravis PC GamePad), 그래비스 조이스틱(빨간색 버튼이 있는 검정색), 그리고 사운드 블라스터의 경쟁격인 그레비스 울트라사운드추가 카드였다. 전성기에는 네덜란드에 유럽 사무소를 두고 약 300명의 직원을 보유하고 있었으며 당시 세계 최대의 컴퓨터 조이스틱 및 게임 패드 제조업체였다.
이 회사는 1997년 말에 켄싱턴 컴퓨터 프로덕츠 그룹(Kensington Computer Products Group)에 인수되었다. 그 후에도 한동안 브랜드가 계속 사용되었지만 웹사이트는 2000년대 중반까지 계속 활성화되어 있었고 그 이후로 본질적으로 사라졌다.